# Associazione Radioamatori Italiani
Die Associazione Radioamatori Italiani (ARI), deutsch „Italienischer Amateurfunkverband“, ist die nationale Vereinigung der Funkamateure in Italien mit Sitz in Mailand.
Gegründet wurde der Verband im Jahr 1927 unter dem Namen Associazione Radiotecnica Italiana (deutsch „Italienischer funktechnischer Verband“) mit gleicher Abkürzung. Die Hauszeitschrift der ARI ist die RadioRivista (RR) (deutsch „Funkmagazin“). Sie widmet sich den diversen Mitgliederaktivitäten, wie Amateurfunkwettbewerben, Aktionen wie SOTA und „DXpeditionen“, sowie den typischen Themen des Amateurfunks, wie Sende- und Empfangstechnik, Testberichte und Bauanleitungen zu Antennen.
Die ARI ist Mitglied in der International Amateur Radio Union (IARU Region 1), der internationalen Vereinigung von Amateurfunkverbänden, und vertritt dort die Interessen der italienischen Funkamateure.
Der berühmte italienische Funkpionier und Hochfrequenztechniker Guglielmo Marconi (1874–1937), dem 1903 die erste Transatlantik-Übertragung gelang, war erster Ehrenpräsident der ARI.